# Dolna Galilea

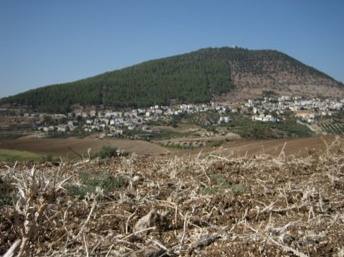
Góra Tabor

Dolna Galilea (hebr. הגליל התחתון, HaGalil Hatachton) – wyżynna kraina położona w południowej części Galilei, w północnym Izraelu.
Stolicą regionu jest Nazaret.

## Geografia
Dolna Galilea rozpoczyna się w Dolinie Beit HaKerem na północy, gdzie graniczy z Górną Galileą. Południową granicę wyznacza Dolina Jezreel oraz pasma wzgórz Karmel i Gilboa. Wschodnią granicą jest rzeka Jordan i Jezioro Tyberiadzkie, natomiast zachodnią granicą jest Dolina Zvulun i miasto Akko.
Tutejsze wzgórza wznoszą się na wysokość 500 m n.p.m., z najwyższym szczytem Kamun (598 m n.p.m.) w północnej części i górą Tabor na południu (588 m n.p.m.).
Kamieniste wzgórza są poprzecinane od wschodu na zachód dolinami, z których warto wymienić: Dolinę Beit Netufah i Dolinę Beit Karem. W zachodniej części wzgórza dochodzą do wysokości 300 m n.p.m., by w części centralnej dojść do wysokości 500 m n.p.m. Tutejsze lasy słyną z pięknych dębów. W części wschodniej wzgórza obniżają się do wysokości 300 m n.p.m. i stromo spadają do Jeziora Tyberiadzkiego. Duże obszary leśne i kolorowe kwiaty czynią z Galilei popularną atrakcję turystyczną Izraela.